# مبادرة (حركة)

مبادرة الجيروسكوب. المبادرة هي الحركة الدائرية لمحور الدوران ، أي حول الرأسي المرسوم من نقطة المحور السفلية الثابتة.

المبادرة أو المداورة أو البدارية[بحاجة لمصدر] (بالإنجليزية: Precession)‏، هي حركة دائرية متغيرة حول محور يسمى محور المبادرة. في الفيزياء، هناك نوعان المبادرة سواء كانت متعلقة أو غير متعلقة بعزم الدوران. وتلعب مبادرة الكواكب دورا هاما في المراقبة الفلكية ، فعلى سبيل المثال تغير موقع نجمة القطب في السماء هو أحد نتائج مبادرة كوكب الأرض حيث يميل محور دوران الأرض حول نفسها نحو 23 عن مستوي دورانها حول الشمس.
في الشكل يدور قرص الجيروسكوب حول محوره بسرعة تكون في العادة عالية ، والمبادرة هي حركة دوران المحور ذاته  حول محور آخر غير مرئي رأسي ، في هذا الشكل موازي لجاذبية الأرض .
- عندما يلعب الأطفال بالنحلة الخشبية ، فإنهم يلفون الحبل على النحلة عدة مرات ثم يلقوا بها على الأرض مع سحب الحبل . ينتج عن ذلك أن النحلة تدور حول محورها في الهواء قبل ملامستها الأرض . وعند ملامستها الأرض فهي لا تستقر في نقطة واحدة ، بل تدور في دوائر كبيرة تصغر شيئا فشيئا وتكون النحلة مائلة بعض الشيء ، ذلك لأن محورها يؤدي حركتة المبادرة ويكون ميله بالنسبة للرأسي دائما نحو مركز دائرة دورانه على الأرض . والزاوية بين المحور والرأسي تسمى زاوية المبادرة .

مع تواصل حركة النحلة الدائرية على الأرض تقل زاوية المبادرة شيئا فشيئا بسبب الاحتكاك ، وينتصب محور دوران النحلة حول نفسها شيئا فشيئا حتى يصبح موازيا لجاذبية الأرض . عنذئذ تثبت النحلة في نقطة على المستوي ويستمر دورانها حول محورها (المنتصب) إلى أن تقل سرعة دورانها حول محورها بسبب احتكاك سطحها بالهواء ثم تقع .

## صياغة الحركة رياضيا

ينشأ عزم الدوران عن القوتين المتضادتين F_{g} و-F_{g} وتتسببنان في تغير في العزم الزاوي L في اتجاه عزم الدوران ، مما يجعل محور الدوران يؤدي حركة المبادرة
.

تنتج حركة المبادرة عن السرعة الزاوية لحركة الجسم والسرعة الزاوية الناتجة عن عزم الدوران (torque ({\displaystyle {\boldsymbol {\tau }}} . وهي سرعة دوران حول خط يعمل زاوية مع محور دوران الجسم . ويدور محور الجسم حول ذلك الخط ويحاول أن يكون موازيا للخط الرأسي . أو بمعنى آخر يحاول محور دوران الجسم حول نفسه أن يكون عموديا على المستوي الذي تعمل عليه السرعة الزاوية . (يلاحظ أن {\displaystyle {\boldsymbol {\tau }}} ناتجة عن عدم تلاقي القوتين Fg وFg وأنها تعتمد على مركز ثقل النحلة) .
فإذا كان الجسم منتظما الشكل (كالنحلة) والحركة حرة ، وإذا كان اتجاه عزم الدوران عموديا على محور الدوران ، في تلك الحالة يكون محور المبادرة عموديا على كل من محور الدوران ومحور عزم الدوران .
وعلى ذلك يمكن حساب السرعة الزاوية للمبادرة من العلاقة:
{\displaystyle {\boldsymbol {\omega }}_{p}={\frac {\ mgr}{I_{s}{\boldsymbol {\omega }}_{s}}}}
حيث:
Is عزم القصور الذاتي
{\displaystyle {\boldsymbol {\omega }}_{s}} السرعة الزاوية للدوران حول محور الدوران
m*g*r القوة ونصف القطر الناتجان عن عزم الدوران .
وينشأ عزم الدوران عند مركز الثقل .
وباستخدام المعادلة :
{\displaystyle {\boldsymbol {\omega }}} = {\displaystyle {\frac {2\pi }{T}}}
نجد أن دورة المبادرة مقدارها :
{\displaystyle T_{p}={\frac {4\pi ^{2}I_{s}}{\ mgrT_{s}}}}
حيث:
Is عزم القصور الذاتي
Ts الدورة
{\displaystyle {\boldsymbol {\tau }}} عزم الدوران .

## اقرأ أيضا
- عزم الدوران
- سرعة زاوية
- مبادرة لارمور